# 율량사천동
율량·사천동(栗陽·斜川洞)은 충청북도 청주시 청원구에 있는 행정동이다. 법정동은 율량동과 사천동이다. 남쪽으로 율량천을 경계로 내덕동과 접하고, 북쪽으로 율량2지구가 조성된 주성동, 주중동, 정하동, 정상동을 관할하는 오근장동과 접한다. 1963년에 내덕동과 함께 내덕·율량·사천동으로 청주시에 편입되었고, 인구 증가로 1979년 내덕동과 분동하여 현재의 율량·사천동이 되었다. 1995년 청주시에 일반구가 설치되어 상당구의 동이 되었고, 2014년 7월 1일 통합청주시 출범으로 상당구에서 청원구 소속으로 개편되었다.

## 공공기관
- KT 청주지점
- 청주우체국
- 동청주세무서
- 사천 119안전센터
- 충청북도소방본부
- 충청북도장애인회관

## 교육 기관
- 사천초등학교 (사천동)
- 새터초등학교 (사천동)
- 율량초등학교 (율량동)
- 청주중앙초등학교 (율량동)
- 덕성초등학교 (율량동)
- 주성중학교 (율량동)
- 청주중앙여자중학교 (사천동)
- 청주신흥고등학교 (율량동)
- 청주여자고등학교 (율량동)
- 충북상업정보고등학교 (사천동)

## 아파트
| 단지명                    | 건설사     | 시행사                              | 주소                             | 입주        | 비고 |
| ------------------------- | ---------- | ----------------------------------- | -------------------------------- | ----------- | ---- |
| 청주사천 푸르지오         | 대우건설   | ㈜하나자산신탁 ㈜아리산업개발       | 청원구 사뜸로 106 (사천동)       | 2018년 8월  |      |
| 율량 7단지 선광로즈웰 1차 | 선광토건㈜ | 선광토건㈜                          | 청원구 율량로 157 (율량동)       | 2014년 5월  |      |
| 율량 8단지 대원칸타빌 4차 | ㈜대원     | ㈜자영                              | 청원구 율중로 10 (율량동)        | 2015년 12월 |      |
| 율량 금호어울림 더 센트로 | 금호산업   | 율량사천구역 주택재건축정비사업조합 | 청원구 율천북로 91 (율량동)      | 2022년 3월  |      |
| 율량 두진백로 그린타운    | ㈜두진공영 | ㈜두진공영                          | 청원구 율봉로201번길 34 (율량동) | 1996년 6월  |      |

## 역사
- 1897년, 충청북도 청주군 북주내면
- 1914년, 충청북도 청주군 사주면 율양리/사천리
- 1946년, 충청북도 청원군 사주면 율양리/사천리
- 1963년, 충청북도 청주시 내덕·율량·사천동
- 1979년, 충청북도 청주시 율량·사천동
- 1995년, 충청북도 청주시 상당구 율량·사천동
- 2014년, 충청북도 청주시 청원구 율량·사천동